# Klasa okręgowa (grupa katowicka II)
Klasa okręgowa (grupa Katowice II) – istniejąca do sezonu 2018/2019 grupa klasy okręgowej piłki nożnej mężczyzn w Polsce. W ostatnim okresie działalności była jedną z sześciu grup tej klasy na terenie województwa śląskiego, stanowiąc szósty szczebel rozgrywkowy (między IV ligą a klasą A) systemu ligowego. Zmagania w jej ramach toczyły się cyklicznie systemem kołowym. Zwycięzcy grup uzyskiwali awans do IV ligi polskiej grupy śląskiej, zaś najsłabsze zespoły relegowane były do poszczególnych grup klas A. Organizatorem rozgrywek był  działający w imieniu Polskiego Związku Piłki Nożnej – Śląski Związek Piłki Nożnej. 
Na przestrzeni lat w ramach tejże grupy rywalizowały zespoły z podokręgu Sosnowiec (do sezonu 2013/2014), Katowice (do sezonu 2013/2014), Rybnik (od sezonu 2015/2016 do sezonu 2018/2019), Zabrze (sezon 2014/2015 oraz od sezonu 2016/2017 do sezonu 2018/2019) oraz sporadycznie innych.
Po sezonie 2018/2019 przeprowadzono reorganizację klas okręgowych na terenie województwa śląskiego, w wyniku czego sześć dotychczasowych grup (jedna grupa częstochowska, cztery grupy katowickie, jedna grupa bielsko-bialska) zastąpiono sześcioma klasami okręgowymi według następującego podziału na podokręgi:
- grupa 1 (Bytom - Zabrze),
- grupa 2 (Częstochowa - Lubliniec),
- grupa 3 (Racibórz - Rybnik),
- grupa 4 (Katowice - Sosnowiec),
- grupa 5 (Bielsko-Biała - Tychy),
- grupa 6 (Skoczów - Żywiec).

Od sezonu 2019/2020 klasy okręgowe zarządzane bezpośrednio są nie przez Śląski Związek Piłki Nożnej tylko naprzemiennie przez odpowiednie podokręgi.

## Zwycięzcy grupy
| Sezon     | Zwycięzca grupy            | Źródło |
| --------- | -------------------------- | ------ |
| 2018/2019 | Unia Książenice            | [ 2 ]  |
| 2017/2018 | Slavia Ruda Śląska         | [ 3 ]  |
| 2016/2017 | Dąb Gaszowice              | [ 4 ]  |
| 2015/2016 | Orzeł Mokre                | [ 5 ]  |
| 2014/2015 | Energetyk ROW II Rybnik    | [ 6 ]  |
| 2013/2014 | Unia Ząbkowice             | [ 7 ]  |
| 2012/2013 | Podlesianka Katowice       | [ 8 ]  |
| 2011/2012 | Gwarek Tarnowskie Góry     | [ 9 ]  |
| 2010/2011 | Górnik Piaski              | [ 10 ] |
| 2009/2010 | Szczakowianka Jaworzno     | [ 11 ] |
| 2008/2009 | Czarni Sosnowiec           | [ 12 ] |
| 2007/2008 | Górnik 09 Mysłowice        | [ 13 ] |
| 2006/2007 | Zagłębiak Dąbrowa Górnicza | [ 14 ] |
| 2005/2006 | Milenium Wojkowice         | [ 15 ] |
| 2004/2005 | Górnik Wesoła              | [ 16 ] |
| 2003/2004 | Sarmacja Będzin            | [ 17 ] |
| 2002/2003 | Źródło Kromołów            | [ 18 ] |
| 2001/2002 | Unia Strzemieszyce         | [ 19 ] |
| 2000/2001 | MKS Sławków                | [ 20 ] |
| 1999/2000 | Czarni Sosnowiec           | [ 21 ] |
| 1998/1999 | GKS II Katowice            | [ 22 ] |